# Pseudhepomidion assamense
Pseudhepomidion assamense är en skalbaggsart som beskrevs av Stefan von Breuning 1936. Pseudhepomidion assamense ingår i släktet Pseudhepomidion och familjen långhorningar. Inga underarter finns listade i Catalogue of Life.